# Абатство Розенберг
Абатство Розенберг (на нидерландски: Abdij van Roosenberg) е бивше августинско, и впоследствие францисканско абатство, във Васмьонстер, окръг Дендермонде, провинция Източна Фландрия, Северна Белгия.

## История
Абатството е основано през 1237 – 1238 г. на брега на река Durme от епископа на Турне, Валтер ван Марвик. Абатството на няколко пъти е възстановявано след бедствия и войни. През 1419 г. манастирът изгаря, през 1379 и 1459 г. е разрушен по време на бунтове във Фландрия и през 1578 отново е разрушен от калвинисти. През 1797 г. по време на Френската революция, абатството е конфискувано и се използва за казарми от френската армия, след което е разрушено, а имотитему разпродадени.
През 1831 г. абатството се премества на ново място. Абатисата Йохана ван Доорселаер (1782 – 1863) закупува няколко сгради във Васмьонстер, и след събарянето им на тяхно място се изгражда второто абатство, което се използва до 1975 година.
През 1975 г. абатството се премества в нова сграда в покрайнините, дело на архитекта-бенедиктинец Ханс ван дер Лаан. Днес абатството е действащ женски католически манастир.

## Абатска бира Абдеи ван Розенберг
Едноименната абатска бира Abdij van Roosenberg се произвежда от белгийската пивоварна Brouwerij Van Steenberge в Ертфелде (Ertvelde), окръг Гент, провинция Източна Фландрия, Северна Белгия, в три разновидности: Abdij van Roosenberg Blond – светъл блонд ейл с алкохолно съдържание 7,2 % об. и Abdij van Roosenberg Dubbel – тъмен дубъл ейл с алкохолно съдържание 8 % об, и от 2012 г. "Abdij van Roosenberg Cuvée Prestige" – светъл блонд ейл с алкохолно съдържание 9 % об.